# Pablo Paz
Pablo Ariel Paz Gallo (* 27. Januar 1973 in Bahía Blanca) ist ein ehemaliger argentinischer Fußballspieler, der als Innenverteidiger aktiv war. Er nahm mit der argentinischen Nationalmannschaft an der Weltmeisterschaft 1998 teil und gewann bei den Olympischen Spielen 1996 die Silbermedaille.

## Karriere

### Verein
Pablo Paz begann seine Profikarriere 1992 bei Newell’s Old Boys. Nach drei Jahren wechselte er 1995 zum CA Banfield, bevor er 1996 nach Spanien zum CD Teneriffa ging. Dort spielte er sechs Jahre, überwiegend in der Primera División. Danach kehrte er nach Argentinien zurück, blieb allerdings nur eine Saison beim CA Independiente. Noch im selben Jahr wechselte er zurück nach Spanien und schloss sich Real Valladolid an. Anschließend ließ er seine Karriere bei unterklassigen spanischen Klubs auf der Kanarischen Insel Teneriffa ausklingen.

### Nationalmannschaft
Paz debütierte im Juli 1996 in der Nationalmannschaft beim 0:0-Unentschieden im Qualifikationsspiel zur Weltmeisterschaft 1998 gegen Peru und kam in neun weiteren Qualifikationsspielen zum Einsatz. Er qualifizierte sich mit der Albiceleste für das Turnier in Frankreich, bei dem er erneut im Kader stand. Dort kam er beim 1:0-Erfolg im letzten Gruppenspiel gegen Kroatien zum Einsatz. Dieser war zugleich sein letztes Spiel für die Nationalmannschaft, für die er insgesamt 14-mal auflief und beim 2:0-Erfolg gegen Venezuela in der WM-Qualifikation 1998 seinen einzigen Treffer erzielt hatte.
Bei den Olympischen Spielen 1996 hatte er bereits mit der Olympiaauswahl Argentiniens die Silbermedaille gewonnen.

## Erfolge
- Silbermedaille bei den Olympischen Spielen: 1996

## Sonstiges
Pablo Paz ist Vater des Nationalspielers Nico Paz.